# Горовец, Эмиль Яковлевич
Рахми́ль (Эмиль) Я́ковлевич Го́ровец (10 июня 1923, Гайсин — 17 августа 2001, Нью-Йорк) — советский, израильский и американский певец, композитор и автор песен, педагог, переводчик, радиоведущий.

## Биография

### Начало актерской деятельности и популярности
Го́ровец Эмиль (Рахмиль) Яковлевич родился 10 июля 1923 года в семье кузнеца Якова Горовца.
Выпускник еврейской театральной школы, солист Государственного Еврейского театра. Начал выступать с песнями  на идише. С 1955 года пел в концертах джаз-оркестра Мосэстрады под управлением Эдди Рознера. В 1959 году выехал на гастроли в Париж вместе с группой других артистов-евреев на празднование 100-летия Шолом-Алейхема. В 1960 стал лауреатом Всесоюзного конкурса артистов эстрады. Выступал на русском, еврейском и украинском языках. Записывался с оркестром Всесоюзного радио, Валентина Воронинского, Игоря Кондакова, Вадима Людвиковского, Владимира Рубашевского, Бориса Миронова, Юрия Силантьева, Бориса Пильщикова, инструментальным ансамблем «Мелодия», инструментальным ансамблем «Кристалл», Ансамблем «Мелодия» п/у Б. Фрумкина, а также пианистами Наумом Вальтером, Давидом Лернером, Александром Рассохотским.
Горовец был первым исполнителем нескольких очень известных песен, в числе которых знаменитые «Дрозды» Владимира Шаинского, а также песни Андрея Петрова «Голубые города» и «Я шагаю по Москве» (ещё до того, как вышел фильм, в котором она прозвучала). Для Горовца писали Павел Аедоницкий («На седьмом этаже»), Ян Френкель, Вано Мурадели, Арно Бабаджанян, Модест Табачников, Эдди Рознер. После того, как в феврале 1963 года на радиостанции «Юность» прозвучал его 45-минутный концерт, к нему пришла настоящая слава. Пел популярные песни европейских и американских композиторов на русском языке. В 1969 г. стал первым советским певцом, исполнившим на русском языке кавер-версии песен еще существовавших в то время The Beatles. Голос Горовца — средний между тенором и баритоном, яркой и сочной тембровой окраски. Манера пения эмоциональная, экзальтированная. С возрастом манера исполнения стала более мягкой и нежной.

Эмиль Горовец писал музыку на стихи Евгения Евтушенко, Роберта Рождественского, Инны Кашежевой, Юлия Кима и других поэтов-современников. Сочинял также музыку на свои стихи.

### Эмиграция
В начале 1970-х годов еврейский репертуар на радио и телевидении попал под неофициальный запрет. В 1972 году Горовец с женой, актрисой Маргаритой Полонской, его партнёршей и помощницей, подал документы на выезд в Израиль, куда они прибыли в 1973 году.
Но карьера в Израиле не сложилась. Горовец уехал в США по приглашению организации «Арбетер-Ринг». Мэр Нью-Йорка Эдвард Коч принял участие в оформлении ему рабочей визы. Договор с «Арбетер-Ринг» был заключён на семь лет. Когда кончился контракт, Горовец приехал в Израиль и за один месяц дал 22 концерта по всей стране.
Затем он вернулся в США и начал преподавать пение в канторской школе, но сам становиться кантором не захотел, так как был далек от синагогального пения. Горовец много концертировал, открыл в Манхэттене русский ресторан «Балалайка» с собственным шоу, где был солистом. Однако ресторан не приносил доходов, и для самого певца главным было не ведение бизнеса, а возможность свободно выступать.
Работал на еврейском радио, где выходил в эфир трижды в неделю. Самостоятельно сочинял по нескольку песен в неделю для своих передач. Многие песни он переводил с еврейского на русский. Позже вёл передачу «Мамелошн» («родной язык», дословно «мамин язык») на радиостанции WMNB, затем — на радиостанции «Надежда».
В течение всей эмиграции переводил на идиш советские эстрадные песни, которые пел сначала в Израиле, а потом с успехом исполнял в постоянных гастрольных поездках по Америке и Европе, тем самым знакомя слушателей с советской эстрадой.
Жил в элитном многоэтажном комплексе в Манхэттене на берегу Ист Ривер. В одной из трёх комнат он обустроил студию, где записал значительное количество новых и старых песен на разных языках и оперных арий.
В 1989 году он приехал в Москву, где его принимали на том же телевизионном «Огоньке», с которого начиналась его всесоюзная слава. «Огонёк» был посвящён «Дню строителя». Горовцу задали вопрос, что он построил в своей жизни, и тот ответил: «Мои песни, которые останутся после меня». В 1999 году вновь приезжал в Москву, где дал несколько совместных концертов с Л. М. Гурченко.

### Последние годы
После смерти жены, с которой прожил больше половины жизни, он посвятил ей лирическую песню. Некоторое время жил один, пока не встретил приехавшую из Москвы женщину Ирину, ставшую его третьей женой. Сегодня она очень много делает для сохранения творчества Горовца — распространяет его записи, устраивает бесплатные аудиоконцерты, связывается с еврейскими исполнителями, готовит для них его песни.
Горовец похоронен на кладбище Сидар-Парк-и-Бет-Эль в Нью-Джерси, рядом с женой Маргаритой Полонской.

### Семья
- Первый раз он повел в ЗАГС свою юную сокурсницу. Брак был совсем недолгим.
  - Сын — Георгий Горовец (1946-1998)
- Вторая жена — Маргарита Полонская
  - Сын — Александр Горовец, врач.
- Третья жена — Ирина Горовец (Зайко).

## Песни
- А у нашего моря (В. Шаинский— Л.Ошанин)
- Аллилуйя (К.Ошрат — Э.Горовец)
- Анкета (Б.Кемпферт — Ю.Ким)
- Балалайка (А.Колл — О.Гаджикасимов)
- Баттерфляй (? — Д.Иванов)
- Белая берёза (Э.Горовец — П.Кудрявцев)
- Богема (Ш.Азнавур — О.Гаджикасимов)
- Будь здоров (А.Эллштейн — Л.Дербенёв)
- Вдали (Х.Накамура — Ю.Полухин)
- Везде тебя ищу (Шнорили — И.Кашежева)
- Вернись (И.Кондаков /обр./ — Я.Халецкий)
- Вернись ко мне (Э.Горовец)
- Весёлые гитары (Теже — Ю.Ким)
- Веточка вишни (Х.Огава — О.Гаджикасимов)
- Влюблённый поэт (Вогано — Питари, русский текст Л.Дербенёва)
- Вода глубока (В.Шаинский — Л.Ошанин)
- Вот это девушка (Ш.Секунда — Л.Дербенёв)
- Всё проходит (обр. И.Кондаков — Э.Горовец)
- Вчера (П.Маккартни — М.Подберезский)
- Гитара (В.Хвойницкий — Г.Бейлин)
- Говорят, говорят (К.Капнисис — Я.Халецкий)
- Годы мои молодые (Э.Горовец)
- Голубые города (А.Петров — Л.Куклин)
- Город несбывшейся любви (Э.Димитров — И.Кашежева)
- Грустная балалайка (Э.Горовец — ?)
- Давай не ссориться с тобой (Э.Горовец)
- Двадцатый век (И.Гранов — Э.Радов)
- Девушка из Ипанимы (А. Жобин — М.Подберезский)
- Дельфины (А.Двоскин — О.Гаджикасимов)
- День не похожий на день (Силецкий — В.Фельдман)
- Дневная серенада (Могол — И.Кашежева)
- Дождь и я (Р.Майоров — О.Гаджикасимов)
- Дом родной (Э.Горовец — Г.Заболотных)
- Дорога (Давид Тухманов — М.Ножкин)
- Дрозды (В.Шаинский — Сергей Островой)
- Если станешь песней (В.Шаинский — Михаил Пляцковский)
- Жак-чудак (С.Адамо — Д.Иванов)
- Железная дорога (К.Вилла — ?)
- Женщины России (Э.Горовец — Вяч. Кузнецов)
- Заклинание (Э.Горовец — Е.Евтушенко)
- Звёздные капитаны (А.Бабаджанян — Л.Дербенёв)
- Звонкие капельки дождя (Бенард — А.Дмоховский)
- Зонтики (Хертель — Словяковски)
- Израиль (Э.Горовец)
- Имена (Э.Горовец — И.Кашежева)
- Имя любимой (Букет — И.Кашежева)
- Ирэна (Ф.Тильгерт — Л.Дербенёв)
- Испанские глаза (Б.Кемпферт — Г.Георгиев)
- История двух влюблённых (Д.Модуньо — Б.Белов)
- Как это получается (Б.Савельев — Е.Николаевская)
- Катарина (М.Марини — Ю.Цейтлин)
- Качели (Могол — Ю.Энтин)
- Кое-что я в жизни этой понял (Э.Горовец — Е.Евтушенко)
- Королева красоты (Арно Бабаджанян — А.Горохов)
- Кристина (С.Санлуст — Ю.Полухин)
- Кто выдумал любовь (Э.Горовец)
- Кузина (еврейская песня — Ю.Цейтлин)
- Ла-ла-ла (? — Ю.Ким)
- Лайла (Л.Рид, Б.Мейзон — О.Гаджикасимов)
- Лидия (Э.Димитров — И.Кашежева)
- Люби меня всегда (Э.Горовец — М.Пляцковский)
- Люби меня нежно (Э.Горовец)
- Люблю я макароны (Н.Рота — Л. Вертмюллер, русский текст Ю.Ким)
- Любовь (Р.Виней — Б.Спитковский)
- Любовь, всегда любовь (Д.Фор — М.Подберезский)
- Любовь, как песня (Э.Горовец)
- Любовь, как сон (К.Маттоне, Ф.Миглиачи — В.Харитонов)
- Любовь коварная (Э.Горовец)
- Любовь моя (?)
- Любовь моя, Москва (В.Рубашевский — Э.Радов)
- Любовь — песня моя (Ч.Чаплин — Э.Горовец)
- Магдалена (?)
- Мадонна (Д.Леннон и П.Маккартни — М.Подберезский)
- Маленькая девочка (Д.Кралич — Д.Фире)
- Мама (Ю.Жиро — А.Полонский)
- Мерси, Шери! (У.Юрген — Ю.Полухин)
- Мехико (обр. В.Рубашевский — Ю.Цейтлин)
- Минуты этой я ждал всегда (Д.Румшинский — Л.Дербенёв)
- Мне хочется совсем немного (Э.Горовец)
- Московский парень (Д.Кудрявцев — Ю.Полухин)
- Моя любимая (Э.Горовец)
- Музыка (Маскерони — Д.Маркиш, Б.Спитковский)
- Мы могли бы повстречаться (?)
- На седьмом этаже (Павел Аедоницкий — Ю.Цейтлин)
- Надежда (Э.Шварц — А.Дмоховский)
- Не везёт (Э.Горовец)
- Не покинь меня (Ж.Брель — р. т. В.Белый)
- Не просто быть вдвоём (Д.Тухманов — М.Пляцковский)
- Не уходи (Э.Горовец)
- Неизвестно почему (П.Вансе, Л.Покрис — М.Пляцковский)
- Несбыточный сон (Э.Горовец)
- Нет, так не бывает (А.Островский — И.Кашежева)
- Никогда больше (В.Пьентовский — Э.Горовец)
- Ночные сигналы (Бардотти — И.Кашежева)
- Ну что (М.Марини — Ю.Цейтлин)
- О, мама (А.Эллштейн — Л.Дербенёв)
- Одесса, моя Одесса (Э.Горовец)
- Окраина (?)
- Он и она (В.Мурадели — Е.Долматовский)
- Осень (А.Эллштейн — Л.Дербенёв)
- Очень хорошо (Э.Роман — Г.Фере)
- Падает снег (С.Адамо — Д.Иванов)
- Пачанга (?)
- Песня для тебя (С.Эндриго — М.Пляцковский)
- Первая любовь (?)
- Печаль пройдёт (К.Орбелян — А.Дмоховский)
- Письмо (Э.Горовец)
- Позови меня за собой (Э.Горовец — М.Пляцковский)
- Пойте, господа (Э.Горовец)
- Пока пою, я живу (Э.Горовец)
- Почему, почему (Э.Горовец)
- Приди (Л.Рид, Б.Мэсон — И.Кашежева)
- Пристань (?)
- Прости, любимая (Г.Месколи — О.Гаджикасимов)
- Просто так (А.Цфасман — Ю.Кадашевич)
- Прощальный вальс (Л.Рид, Б.Мэсон — М.Подберезский)
- Пусть будет, что будет (С.Адамо — О.Гаджикасимов)
- Путники в ночи (Б.Кемпферт — М.Подберезский)
- Разлуки (В.Шаинский — В.Харитонов)
- Река забвения (Э.Горовец)
- Романс (Э.Горовец — Е.Евтушенко)
- Русланд (Э.Горовец)
- Самая хорошая (А.Зацепин — Г.Регистан)
- Самоцветы (В.Хвойницкий — Г.Бейлин)
- Секрет любви (В.Кудрявцев — Д.Иванов)
- Сеньор Карузо (И.Кондаков /обр./ — И.Кашежева)
- Сеньорина (Ю.Капер — Д.Иванов)
- Сияет Балтики простор (З.Бинкин — В.Семернин)
- Скажи мне… (Т.Паркс — А.Дмоховский)
- Смейтесь вместе со мной (Р.Ловаш — И.Кашежева)
- Смешное сердце (П.Право — М.Пляцковский)
- Смоленский мальчишка (А.Основиков — Л.Дербенёв)
- Снится Бразилия мне (бразильская — Г.Фере)
- Снова и снова (Б.Кемпферт — М.Подберезский)
- Солнце моей любви (Мануэль — М.Подберезский)
- Старый город (М.Марини — Л.Дербенёв)
- Сто поздравлений (Ф.Култер — М.Подберезский)
- Судьба (Ш.Секунда — И.Шаферан)
- Счастье (А.Эллштейн — И.Шаферан)
- Сюзанна (Э.Хольм — М.Подберезский)
- Такая красивая (Д.Румшинский — И.Шаферан)
- Там, где ляжет ветер спать (И.Котрж — Э.Радов)
- Танго моей любви (Д.Модуньо — Л.Дербенёв)
- Твои глаза (Могол — М.Пляцковский)
- Твоя любовь (А.Долуханян — М.Лисянский)
- Телеграмма (Э.Масиас — И.Кашежева)
- Телефонный звонок (В.Кудрявцев — Ю.Полухин)
- Тень и свет (А.Попп — М.Пляцковский)
- Тень твоей улыбки (Д.Мендель — М.Подберезский)
- Тереза (Ф.Поп — Г.Бейлин)
- Тот, кто любил тебя, ушёл (Д.Моранди — М.Подберезский)
- Тра-ля-лей, тра-ла-ла (Д.Леннон и П.Маккартни — М.Подберезский)
- Три слова (Н.Рота — И.Кашежева)
- Ты (А.Челентано — О.Гаджикасимов)
- Ты и я (Р.Винсент — М.Дельпеш, р.т. Л.Дербенёв)
- Ты, как звезда далека (Э.Горовец)
- Ты — начало всех начал (Э.Горовец)
- Ты не грусти, пожалуйста (Э.Рознер — М.Пляцковский)
- Ты не печалься (М.Таривердиев — Н.Добронравов)
- Ты не со мной (А.Эллштейн — И.Шаферан)
- Ты не таи любовь (Э.Горовец)
- Ты — радость моя (А.Олшенецкий — И.Шаферан)
- Ты, только ты (А.Попп — М.Пляцковский)
- Тяжелый день (Д.Леннон и П.Маккартни — М.Подберезский)
- Улетают к теплу соловьи (А.Зацепин — В Фельдман и Н.Серов)
- Улыбнись (Д.Мальгони — Д.Иванов)
- Хорошо мне шагать (А.Варламов — Я.Халецкий)
- Хэлло, Доли (Д.Херман — Д.Иванов)
- Целовать (Э.Горовец)
- Что прошло, то прошло (Д.Мейеровиц — Л.Дербенёв)
- Чудак (Э.Горовец)
- Шарада (Э.Горовец)
- Эти глаза напротив (Д.Тухманов — Т.Сашко)
- Это уж потом (Э.Горовец)
- Этот мир (Каландер — М.Пляцковский)
- Юлия (?)
- Я был твоим сыном, Россия (Э.Горовец — Б.Ветров)
- Я достану Луну (М.Марини — Ю.Цейтлин)
- Я жду звонка (Ж.Беко — М.Пляцковский)
- Я знаю (Э.Горовец)
- Я не верю (? — О.Милявский)
- Я не кукла (Д.Мартин — М.Пляцковский)
- Я приглашаю Вас (Ш.Секунда — И.Шаферан)

## Дискография

### Грампластинки на 78 об/мин
Грампластинки формата «гранд-миньон» (8-дюймовые), помечены как 8'', все остальные- гранды (10'').
- 1956 — Вос hост ду мир опгетон / Рэйзэлэ, 27568-9
- 1957 — Унтэр а клэйн бэймэлэ / Зибн тэхтэр, 29706-7
- 1959 — А нигндл / Ицикл hот хасэнэ геhат, 34086-7
- 1960 — Мумэ Этл / Дих алэйн, 34144-5
- 1962 — Мексико / Романтики, 38537-8
- 1962 — Белый парус / Дорога, 38639-40
- 1963 — Ну, что? / Пачанга, 41211-2
- 1963 — Очень хорошо / Снится Бразилия мне, 0041217-8, 8''
- 1964 — Голубые города / Самая хорошая, 41731-2
- 1964 — Я шагаю по Москве / Седьмой этаж, 41733-4
- 1965 — Тереза / Маленькая девочка, 43225-6
- 1965 — Хорошо мне шагать / Телефонный звонок, 43227-8
- 1965 — Синьорина / Музыка, 43229-30
- 1965 — Катарина / Я достану луну, 43343-4
- 1965 — Улетают к теплу соловьи / Ты не печалься, 43625-6
- 1965 — Секрет любви / Говорят, говорят,44147-8
- 1965 — Белая берёза / Если в окнах темно, 44847-8
- 1965 — Улыбнись / Поцелуи, 44895-6, 8''
- 1966 — Королева красоты / Дельфины, 45041-2
- 1966 — Любовь / Алло, Долли, 0045393-4, 8''
- 1966 — Двадцатый век / Смоленский мальчишка, 45395-6
- 1966 — Вернись / Ирена, 45453-4
- 1966 — Варшавская баллада / Неотправленное письмо, 46269-70
- 1967 — Старый город / Никогда больше, 46539-40
- 1967 — Танго любви / Мерси, 46545-6
- 1967 — Ты / Путники в ночи, 46955-56
- 1967 — Легенда о море / Я люблю, 46657-8
- 1967 — Любовь, всегда любовь / Прости, любимая, 46971-2
- 1967 — Падает снег / Тень твоей улыбки, 47009-10
- 1967 — Последний порт / Не откладывай на завтра, 47131-2
- 1968 — Девушка из Ипанимы / Скажи мне, 47375-6
- 1969 — Нет, так не бывает, 47908

### Альбомы, изданные в СССР
- 1960 — Эмиль Горовец. Еврейские песни, 33Д — 6849-50, 10''
- 1965 — Поёт Эмиль Горовец (Телефонный звонок), 33Д-15181-82, 10''
- 1966 — Поёт Эмиль Горовец (Двадцатый век), 33Д −17523-4; 33С — 1281-2, 10''
- 1968 — Поёт Эмиль Горовец (Вдали), 33Д — 21429-30, 10''
- 1969 — Эмиль Горовец (Сюзанна), 33Д — 026201-2, 12''
- 1970 — Эмиль Горовец (Дрозды), 33Д — 28489-90, 10''
- 1971 — Эмиль Горовец (Весёлые гитары), 33Д — 031161-2, 12''
- 1990 — На концерте Эмиля Горовца в Москве (1966), М60- 49321-22, 12''
- 1990 — Эмиль Горовец. Что прошло, то прошло, С60 — 30199-200, 12''

### Альбомы, изданные в США
- 1958 — Jewish Folk Songs, MF 309, 12'' (две композиции представлены в исполнении Анны Гузик)
- 1974 — Emil Gorovets sings His Russian Songs, LPG-1001, 12''
- 1974 — Emil Gorovets sings His Yiddish Songs, LPG-1002, 12''
- 1974 — Emil Gorovets sings the World Songs Yiddish, LPG-1003, 12''
- 1974 — First Concert in America, WS 10, 12''
- 1977 — I am Jew, GRC 350, 12''
- 1977 — In America it’s Good", PLG-1005, 12''

### Альбомы, изданные в Израиле
- 1973 — Sings in Hebrew, 6802, 12''
- 1974 — Songs of Yom Kippur War, D-5804, 12''

### Миньоны
Названия даны по первой песне первой стороны.
- 1962 — Мексико, 33С — 000781-2
- 1963 — Очень хорошо, 33Д — 00013031-2; стерео- вариант 33С — 000781-2
- 1964 — Я шагаю по Москве, 33Д-00013627-8
- 1967 — Танго любви, 33Д — 00019601-2; стерео- вариант 33С — 0001491-2
- 1967 — Твоя любовь, 33Д — 00019879-80
- 1969 — Сто поздравлений, 33Д — 00025771-2
- 1970 — Телеграмма, 33Д — 00027569-70
- 1971 — Пусть говорят, 33Д — 00029603-4. Треклилст повторяет гибкую грампластинку 1970 года.
- 1971 — Качели, 33Д — 00031139-40 Треклилст повторяет гибкую грампластинку 1971 года.

### Гибкие грампластинки
- 1968 — Поёт Эмиль Горовец (Ты), 33ГД — 000897-8
- 1968 — Эмиль Горовец -моя песня, 33ГД — 0001183-4. Было виниловое переиздание с тем же каталожным номером.
- 1969 — Веточка вишни, 33ГД-0001359-60. Было виниловое переиздание с тем же каталожным номером.
- 1969 — Сто поздравлений, Вчера (односторонняя), 33ГД — 0001469
- 1969 — Телеграмма, 33ГД — 0001793-4
- 1970 — Как это получается, 33ГД-0001985-6
- 1970 — Пристань, 33ГД-0002131-2
- 1970 — Пусть говорят, 33ГД — 0002249-50
- 1971 — Качели, 33ГД-0002675-76
- 1972 — Три слова, 33ГД-0003271-2